# Trophée de France
Pour la compétition de patinage artistique, voir Trophée de France (patinage artistique).
Le Trophée de France est une compétition française de football, disputée chaque année entre 1907 et 1914.
Organisée en fin de saison par le Comité français interfédéral (CFI), elle met aux prises le champion de chaque fédération du CFI en matchs à élimination directe, soit entre deux et quatre clubs au gré des éditions.
Cette compétition, mineure à ses débuts, ne constituait pas un championnat de France et ne décernait donc pas le titre officiel de champion de France. Le Trophée n'a pris un peu d'importance qu'à partir de 1913 quand toutes les fédérations se sont mises à y participer, bien que la compétition fût critiquée par la presse.
Lors des deux premières éditions, en 1907 et 1908, le champion de la Fédération gymnastique et sportive des patronages de France (FGSPF), remporte aisément le trophée face aux champions de deux fédérations mineures, la Fédération cycliste et athlétique de France (FCAF) et la Fédération athlétique d'amateurs (FAA). A la suite du retrait de la FAA, les éditions 1909 et 1910 ne concernent plus que deux clubs. Le Trophée 1909 n'est même pas disputé à la suite du forfait du club de la FGSPF, tandis que le Patronage Olier remporte son deuxième titre en 1910. Le Trophée de France est alors une compétition mineure qui reçoit peu d'écho dans la presse, dans la mesure où le véritable champion de France, celui de l'Union des sociétés françaises de sports athlétiques (USFSA), principale fédération de l'époque, ne participe pas.
Le Trophée prends un peu d'épaisseur en 1911 avec l'intégration du champion de la Ligue de Football Association, fédération  dissidente de l'USFSA qui regroupe les meilleurs clubs parisiens. En 1912, l'Étoile des Deux Lacs, de la FGSPF, remporte son deuxième titre.
En 1913, l'USFSA finit par rejoindre le CFI et à participer à la compétition. Pour la première fois, les quatre principales fédérations sont représentées. Néanmoins, le Stade helvétique, champion de l'USFSA, refuse de participer. L'édition est remportée par le Cercle athlétique de Paris (LFA), qui remporte son deuxième titre. En 1914, le Trophée regroupe enfin les champions des quatre fédérations, la compétition étant remportée par l'Olympique lillois, de l'USFSA.
Le Trophée de France fut toutefois très critiquée à la suite de l'édition 1914, dans la mesure où seul l'Olympique lillois (USFSA) avait disputé un championnat de France et une saison officielle de sept mois pour se qualifier. La légitimité des trois autres participants fut remise en cause, dans la mesure où le finaliste, la Vie au Grand Air du Médoc (FCAF), n'avait disputé aucun match officiel pour se qualifier au Trophée de France, où le championnat de la LFA ne constituait qu'un championnat parisien de huit clubs, et où le niveau des clubs de la FGSPF fut considéré très inférieur à ceux des autres fédérations,.
La compétition disparait avec le déclenchement de la Première Guerre mondiale et ne reprends pas après la guerre, notamment de par la création en 1919 de la Fédération française de football association, fédération unique pour gérer le football en France.

## Historique

### Création
Chaque édition se déroule entre deux et quatre clubs parmi les champions de la Fédération gymnastique et sportive des patronages de France (FGSPF), de la Fédération cycliste et athlétique de France (FCAF), de la Ligue de football association (LFA), de l'Union des sociétés françaises de sports athlétiques (USFSA) et de la Fédération athlétique d'amateurs (FAA) participant à la compétition en matchs à élimination directe.
Le Trophée de France est d'abord surtout disputé par des clubs de fédérations mineures. Il faut attendre 1913 pour que le champion de l'USFSA, la principale fédération de l'époque, ne participe à la compétition, et que celle-ci ne prenne plus d'importance. Les clubs les plus titrés sont l'Étoile des Deux Lacs, le Patronage Olier et le Cercle athlétique de Paris avec deux victoires. La compétition s'arrête pendant la Première Guerre mondiale à la suite de la création par le CFI de la Coupe de France, première compétition de football en France ouverte à tous les clubs de toutes les fédérations.

### Premières éditions, dominées par les patronages (1907-1910)

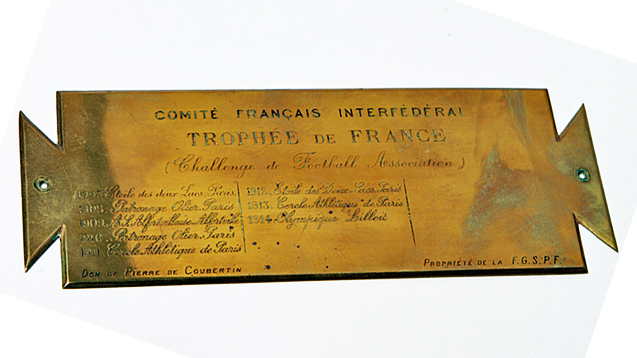
Plaque du Trophée de France.

La première édition a lieu en 1907. Les deux premiers tournois concernent la FGSPF, la FCAF et la FAA qui se retire en définitivement en 1909, les deux autres équipes accédant directement à la finale ensuite. Jusqu'en 1910 la victoire n'échappe aux patronages de la FGSPF qu'une fois.
En 1909 le représentant désigné par la FCAF l'emporte par forfait, les Bons gars de Bordeaux qui viennent de monter à Gentilly pour affronter victorieusement l'AJ Auxerre le 9 mai en championnat FGSPF, ayant dû renoncer à refaire le voyage. Cette qualification pose débat au sein même de la FCAF : alors que la presse fait encore état de la J.A. Saint-Ouen en 1916, la plaque du trophée désigne expressément l'A.S. Alfortville. Et ce alors que le véritable champion de la FCAF, attendu pour la finale, est un troisième club, l'A.S. Caudry, vainqueur d'Alfortville par 4-0. L'apparition des clubs de province au palmarès n'est pas moins retardée : la compétition reste bien parisienne.

### Intégration de la LFA et de l'USFSA (1911-1914)

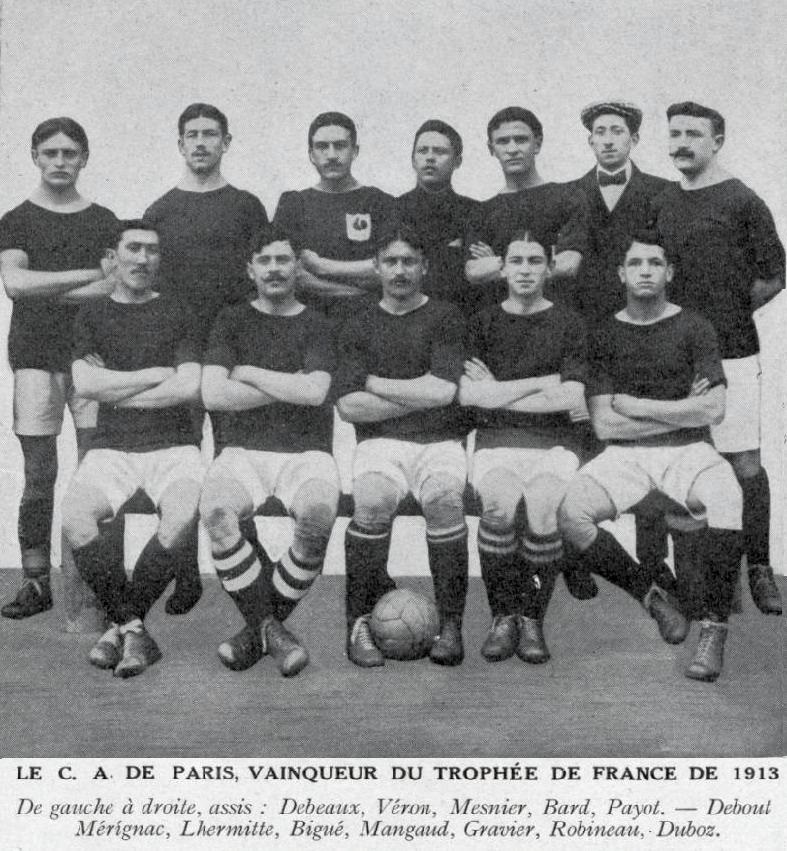
Le CA Paris vainqueur du Trophée de France en 1913.

La Ligue de football association présidée par Jules Rimet rejoint le CFI en 1910 et le duel se poursuit entre les associations parisiennes affiliées à cette dernière et à la FGSPF jusqu'en 1913 où le CA Paris de la LFA doit se déplacer à Bordeaux pour affronter victorieusement le club local affilié à la FCAF.
En 1914, la compétition est remportée par l'Olympique lillois, champion de l'USFSA, qui a demandé son affiliation au Comité l'année précédente. La finale à Paris oppose deux associations de province, la Vie au Grand Air du Médoc s'y qualifiant pour la seconde fois.

### Fin de la compétition (1916)
Dès le début de la Première Guerre mondiale, les différentes fédérations arrêtent leurs compétitions habituelles et organisent à la place divers challenges. Le CFI attend 1916 pour remplacer son Trophée de France. Il crée une compétition nommée Coupe de France, basée sur le modèle du Trophée de France. Il est demandé à chaque fédération de désigner sa meilleure équipe. Il est entendu que cette Coupe de France est un trophée de guerre, en attendant que l'Olympique lillois puisse remettre son titre en jeu à la fin de la guerre, ce qui n'arrivera jamais.
La Coupe de France 1916 est remportée par l'Olympique,, qui remporte deux ans plus tard la première Coupe Charles-Simon, compétition qui inaugure la formule de l'actuelle Coupe de France.

## Trophée

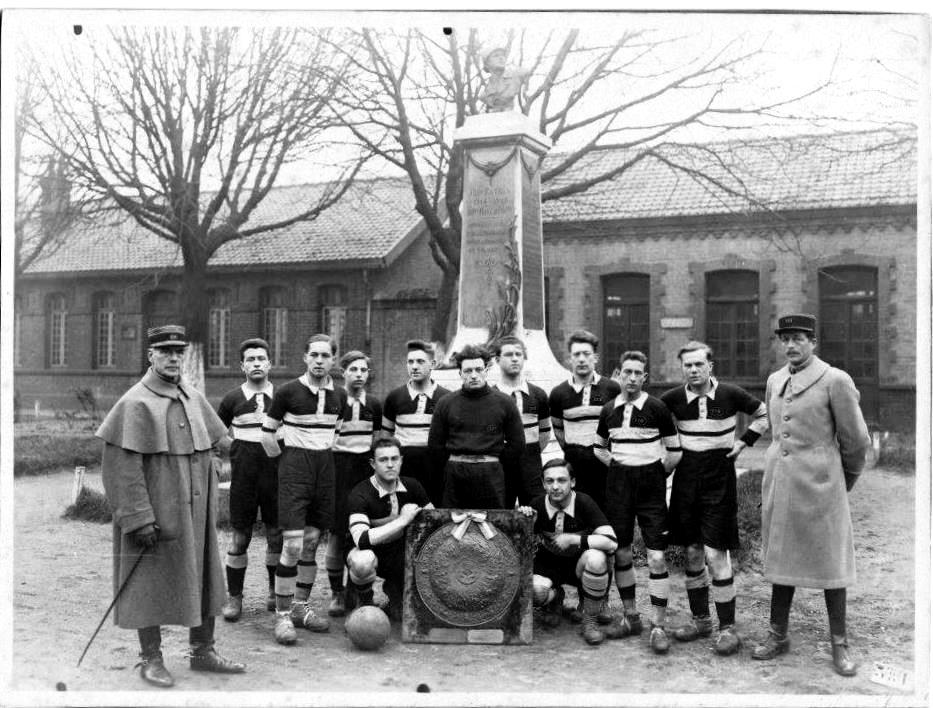
Les champions de France militaires 1928 et le bouclier

Le trophée de la compétition est un bouclier confectionné par Charles Brennus et offert par Pierre de Coubertin à la FGSPF, qui le confie au Comité français interfédéral. Il est remis chaque année au lauréat du tournoi jusqu'en 1914.
En octobre 1921, la Fédération française de football, qui a récupéré le trophée, décide que la plaque de cuivre indiquant le nom des vainqueurs sera encadrée et exposée dans les bureaux de la Fédération, tandis que le bouclier récompensera désormais le champion de France militaires, ce qui sera le cas de 1922 à 1939, date où il est remporté par le 3e régiment du génie, cantonné à Arras. Le championnat 1939-1940 étant annulé à cause du déclenchement de la Seconde Guerre mondiale, le trophée reste à Arras.
En mai 1940, le bouclier est encore exposé à la citadelle d'Arras. À la suite de l'offensive allemande du 10 mai, sa trace est perdue. Le 17 mai 1945, au sortir de la guerre, un procès verbal du Bureau fédéral officialise la perte du trophée, qui a disparu pendant l'Occupation. Considéré depuis comme perdu, il refait surface en juin 2021 lors d'une vente aux enchères dans la région d'Arras. La Fédération fait bloquer la vente, le récupère et l'expose au siège de la Fédération.

## Palmarès

### Palmarès par édition
| Édition | Vainqueur                  | Fédération | Finaliste                 | Fédération | Score   | Lieu de la finale |
| ------- | -------------------------- | ---------- | ------------------------- | ---------- | ------- | ----------------- |
| 1907    | Étoile des Deux Lacs (1/2) | FGSPF      | FC Simiotin               | FASO/FAA   | 8 – 3   | Bordeaux          |
| 1908    | Patronage Olier (1/2)      | FGSPF      | SM Puteaux                | FCAF       | 3 – 0   | Livry-Gargan      |
| 1909    | JA Saint-Ouen (1/1).       | FCAF       | Bons Gars                 | FGSPF      | forfait | –                 |
| 1910    | Patronage Olier (2/2)      | FGSPF      | CA Vitry                  | FCAF       | 2 – 0   | Charenton-le-Pont |
| 1911    | CA Paris (1/2)             | LFA        | Étoile des Deux Lacs      | FGSPF      | 1 – 0   | Charenton-le-Pont |
| 1912    | Étoile des Deux Lacs (2/2) | FGSPF      | Red Star Amical Club      | LFA        | 3 – 1   | Arcueil           |
| 1913    | CA Paris (2/2)             | LFA        | Vie au Grand Air du Médoc | FCAF       | 2 – 1   | Bordeaux          |
| 1914    | Olympique lillois (1/1)    | USFSA      | Vie au Grand Air du Médoc | FCAF       | 4 – 1   | Charenton-le-Pont |

| Édition | Vainqueur       | Fédération | Finaliste            | Fédération | Score | Lieu de la finale |
| ------- | --------------- | ---------- | -------------------- | ---------- | ----- | ----------------- |
| 1916    | Olympique (1/1) | LFA        | Étoile des Deux Lacs | FGSPF      | 3 – 0 | Saint-Ouen        |

### Tableau de confrontations entre les fédérations
| Résultats (▼dom., ►ext.)                                   | FGSPF | FCAF | FAA | LFA | USFSA |
| FGSPF                                                      |       | 4-2  | 2-0 | 1-3 |       |
| FCAF                                                       |       |      |     | 0-3 | 1-1   |
| FAA                                                        |       |      |     |     |       |
| LFA                                                        |       |      |     |     | 0-1   |
| USFSA                                                      |       |      |     |     |       |
| - Victoire à domicile - Match nul - Victoire à l'extérieur |       |      |     |     |       |